# Damblans
Eugène Damblanc, dit Damblans, né le 14 juillet 1865 à Montevideo et mort le 21 janvier 1945 à Bois-Colombes, est un aquarelliste, aquafortiste, illustrateur et graveur au burin français.

## Biographie

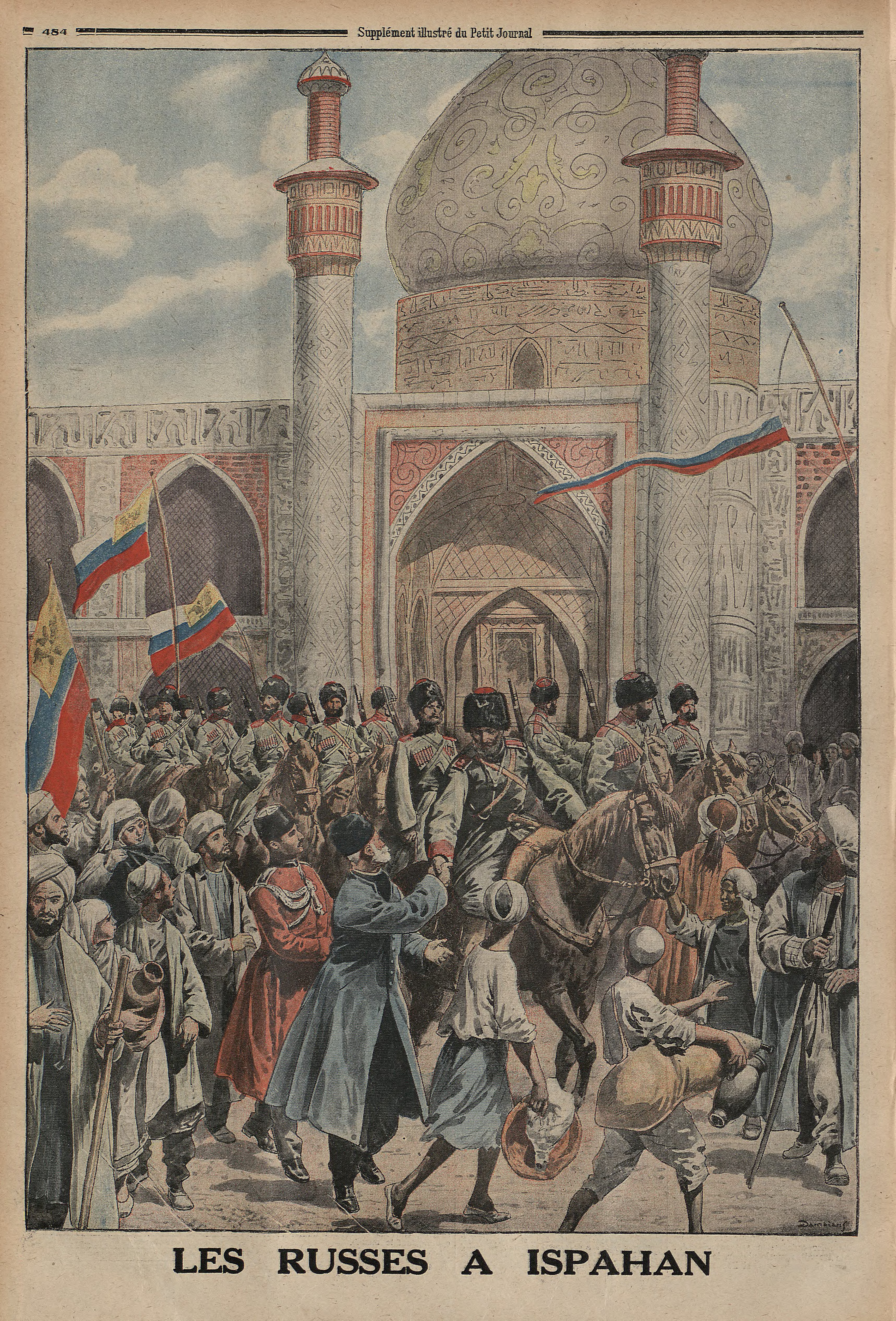
Les Russes à Ispahan, paru dans Le Petit Journal, du 23 Avril 1916.

Damblans naît en Uruguay de parents français. Il travaille d'abord comme illustrateur pour des journaux argentins, puis s'installe en France à l'âge de vingt-cinq ans. 
Il commence à illustrer la revue La Caricature, puis collabore à la Maison de la bonne presse, notamment pour Le Pèlerin. Il travaille aussi pour le  Journal des romans populaires illustrés des Éditions Tallandier,  Noël illustré (hebdomadaire pour l'enfance), La Terre illustrée, le Journal des voyages, La Jeunesse amusante, Le Petit Journal, L'Écho du Noël, et L'Illustré national, Le Soleil du dimanche. Il dessine souvent de grandes scènes exotiques ou des événements d'actualité se passant dans des pays lointains. S'il crée aussi de charmantes scènes de genre enfantines, on lui connaît encore un portrait du peintre et graveur Aimé Dallemagne. Il est le principal auteur des unes des suppléments illustrés du Petit Journal, de 1904 jusqu'en 1918.  
Élève de Jean-Émile Buland, sociétaire perpétuel du Salon des artistes français, il y obtient une mention honorable en 1912, une médaille d'argent en 1913 et en 1923 puis y présente en 1929 deux eaux-fortes : Eaux-fortes originales et Mlle B.... En 1924, il expose à la Galerie Simonson à Paris l'eau-forte Bretonne et l'aquarelle Vieille Béarnaise. 
Il élargit sa collaboration à la Maison de la bonne presse en réalisant des histoires illustrées, ancêtres des bandes dessinées, comme Le Roi de Paris ou Le Trésor de la Dévadassi. Il illustre des romans de l'après-guerre édités par Bayard Presse comme ceux de Pierre L'Ermite. 
Il meurt quelques mois après la Libération de Paris.

## Participation dans les publications
- La Maison automobile de René Duverne - Romans cinématiques no 27, Illustrations d'Eugène Damblans, Maison de la Bonne Presse, 1933 et 1953,
- Le Lac mystérieux de René Duverne - Romans cinématiques no 17, Illustrations d'Eugène Damblans, Maison de la Bonne Presse, 1930 et 1947.